# وريد رقبي عميق
وريد رقبي عميق (بالإنجليزي: Deep cervical vein) يعرف باسم الوريد الرقبي العميق الخلفي، ويرافق شريانه الواقع بين نصف الشوكة الرأسية والرقبية.
يبدأ من منطقة تحت القذال للرأس، عن طريق اتصال فروع الوريد القذالي، وكذلك الأوردة الصغيرة العميقة لعضلات المنطقة الخلفية للرقبة.

## وصلات خارجية
- Deep+cervical+vein في قاموس إي ميديسين

هذه المقالة تعتمد على مواد ومعلومات ذات ملكية عامة، من الصفحة رقم 651  الطبعة العشرين لكتاب تشريح جرايز لعام 1918.